# Tasmomedes eberhardarum
Genre
Espèce
Synonymes
- Dolomedes eberhardarum Strand, 1913

Tasmomedes eberhardarum, unique représentant du genre Tasmomedes, est une espèce d'araignées aranéomorphes de la famille des Dolomedidae.

## Distribution
Cette espèce est endémique d'Australie. Elle se rencontre au Victoria et en Tasmanie.

## Description
Le mâle holotype mesure 11 mm.
Le mâle décrit par Raven et Hebron en 2018 mesure 14,32 mm et la femelle 17,28 mm.

## Systématique et taxinomie
Cette espèce a été décrite sous le protonyme Dolomedes eberhardarum par Strand en 1913. Elle est placée dans le genre Tasmomedes par Raven et Hebron en 2018.
Ce genre a été décrit par Raven et Hebron en 2018 dans les Pisauridae. Il est placé dans les Dolomedidae par Morris, Hazzi et Hormiga en 2025.

## Étymologie
Cette espèce est nommée en l'honneur de H. et A. Eberhard.

## Publications originales
- Strand, 1913 : « 'Drei neue Spinnen von Victoria in Australien. » Jahrbücher des Nassauischen Vereins für Naturkunde, vol. 66, p. 203-209 (texte intégral).
- Raven & Hebron, 2018 : « A review of the water spider family Pisauridae in Australia and New Caledonia with descriptions of four new genera and 23 new species. » Memoirs of the Queensland Museum, Nature, vol. 60, p. 233-381 (texte intégral).